# Gaetano Gallo
Gaetano Gallo (né à une date inconnue et mort en avril 1962) est un joueur italien de football, qui évoluait en tant qu'ailier.

## Biographie
Gaetano Gallo dit Tano a évolué durant toute sa carrière avec le club de la Juventus, et y a fait ses débuts contre Vérone le 2 octobre 1921 lors d'une victoire 3-1. Il joue également son dernier match le 10 mai 1925 contre Alexandrie lors d'une victoire 3-0.
Il travailla ensuite avec les équipes de jeunes du club.

### Statistiques
| Saison         | Club           | Championnat     | Championnat | Championnat |
| Saison         | Club           | Compétition     | Matchs      | Buts        |
| -------------- | -------------- | --------------- | ----------- | ----------- |
| 1921-1922      | Juventus       | Prima Divisione | 9           | 2           |
| 1922-1923      | Juventus       | Prima Divisione | 21          | 2           |
| 1923-1924      | Juventus       | Prima Divisione | 5           | 1           |
| 1924-1925      | Juventus       | Prima Divisione | 5           | 0           |
| Total Juventus | Total Juventus |                 | 40          | 5           |
| Total carrière | Total carrière |                 | 40          | 5           |